# Luciano Di Napoli

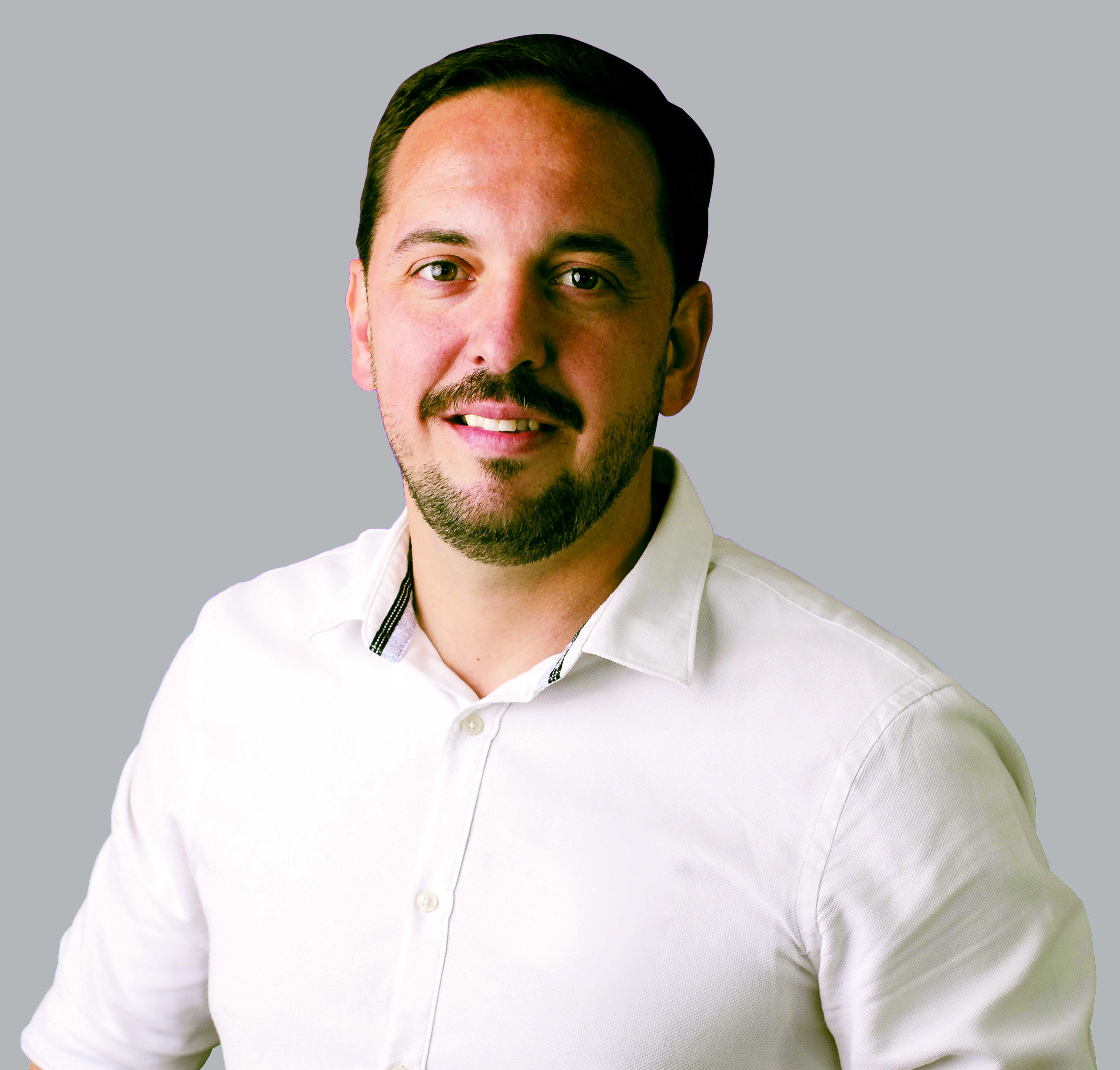
Luciano di Napoli, 2018

Luciano Di Napoli (* 12. August 1954 in Sfax, Tunesien) ist Pianist und Dirigent. Er hat mit großen Künstlern wie Johnny Hallyday, Michel Sardou, Herbert Léonard und Nana Mouskouri gearbeitet.

## Biografie
Di Napoli wurde 1954 als Sohn eines italienischstämmigen französischen Ehepaars in Sfax in Tunesien geboren. 1960 siedelte die Familie nach Südfrankreich um. Von 1961 bis 1972 studierte er am Konservatorium Musiklehre, Trompete, Klavier und liturgische Orgel, von 1968 bis 1971 Klavier und Gesang mit der Gruppe Die Brüder Di Napoli. Von 1970 bis 1972 erlangte er an der Brevet d’Études Professionnelles das gewerbliche Diplom in Buchhaltung. Im Jahr 1971 war Mitglied des Tanzorchesters von André Bermond. Von 1980 bis 1984 war er Pianist für Johnny Hallyday. Ab 1984 bis 1988 war er Pianist für Michel Sardou. Seit 1988 arbeitete er als Pianist für Herbert Léonard und seit 1989 für Nana Mouskouri.
Wenn Luciano zu Haus ist, verbringt er den größten Teil seiner Zeit in seinem eigenen Studio. Er erarbeitet die musikalischen Arrangements für Nana Mouskouri, Herbert Léonard und auch für andere Produktionen. Als Nana Mouskouris Bandleader ist Luciano für die Auswahl der Musiker verantwortlich. Sie befassen sich gemeinsam mit der Auswahl der Titel für die Tourneen.

## Konzerte mit Nana Mouskouri aufgenommen
- Concert For Peace (VHS) (1997)
- Ich Hab Gelacht – Ich Hab Geweint / Live in Berlin (DVD) (2006)
- The Farewell World Tour / Live at the Odeon Herodes Atticus (DVD) (2009)